# Asami Mizukawa
Asami Mizukawa (jap. 水川 あさみ Mizukawa Asami), właśc. Keiko Mizukawa (jap. 水川啓子 Mizukawa Keiko; ur. 24 lipca 1983 w Kioto) – japońska aktorka. Dorastała w Ibaraki, w prefekturze Osaka.

## Życiorys
Zadebiutowała w 1997 roku w wieku 13 lat w reklamie Asahi Kasei „Hebel Haus”. W 2000 roku zdobyła Grand Prix w konkursie „3rd Miss Tokyo Walker”. W 2002 roku otrzymała drugoplanową rolę w J-horrorze Dark Water. Od tego czasu pojawiła się w wielu filmach, serialach telewizyjnych i reklamach. Od 2019 roku jest żoną aktora Masataki Kuboty.

## Filmografia

### Seriale
- Wagaya no Mondai (NHK 2018) jako Minako Takagi (odc. 1), Megumi Inoue (odc. 2), Sayo Kishimoto (odc.3), Masami Tanaka (odc. 4)
- Izakaya Fuji (TV Tokyo 2017) gościnnie
- Hito wa Mitame ga 100 Percent (Fuji TV 2017)
- Bokutachi ga Yarimashita (Fuji TV, KTV 2017)
- Tokyo Joshi Zukan (Amazon Prime 2016)
- Chihoshi wo Kau Onna (TV Asahi 2016)
- Watashi wo Hanasanaide (TBS 2016)
- Kamoshirenai Joyutachi (Fuji TV 2015)
- Ghost Writer (Fuji TV 2015)
- Tokyo Scarlet ~ Keishichou NS Kakari (TBS 2014)
- Shitsuren Chocolatier (Fuji TV 2014)
- Share House no Koibito (NTV 2013)
- Tenma-san ga Yuku (TBS 2013) gościnnie
- Sarutobi Sansei (NHK BS Premium 2012)
- 37-sai de Isha ni Natta Boku ~ Kenshuui Junjou Monogatari (Fuji TV 2012)
- Tsumi to Batsu: A Falsified Romance (Wowow 2012)
- Yonimo Kimyona Monogatari ~ 2011-nen Aki no Tokubetsu-hen (Fuji TV 2011)
- Aishiteru ~ Kizuna ~ (NTV 2011)
- Inu o Kau to Iu Koto (TV Asahi 2011)
- Go (NHK 2011)
- Inu no Omawarisan (TBS 2010)
- Pandora II (Wowow 2010)
- BUNGO – Nihon Bungaku Cinema (TBS 2010)
- Onnatachi wa Nido Asobu (BeeTV 2010)
- Orthros no Inu (TBS 2009)
- Godhand Teru (TBS 2009)
- Kaette Kosaserareta 33pun Tantei (Fuji TV 2009)
- Ketsuekigatabetsu Onna ga Kekkon Suru Hoho (Fuji TV 2009)
- Hissatsu Shigotonin 2009 (TV Asahi 2009)
- Yume wo Kanaeru Zo (YTV 2008)
- 33pun Tantei (Fuji TV 2008)
- Last Friends (Fuji TV 2008)
- Koshonin (TV Asahi 2008) (odc. 3, 4)
- Koi no Kara Sawagi Drama Special Love Stories IV (NTV 2007)
- Oishii Gohan: Kamakura Kasugai Kometen (TV Asahi 2007)
- Flight Panic (Fuji TV 2007)
- Iryu 2 (Fuji TV 2007)
- Yamada Taro Monogatari (TBS 2007)
- Hadaka no Taisho Horoki (Fuji TV 2007)
- Hissatsu Shigotonin 2007 SP (TV Asahi 2007)
- Fuurin Kazan (NHK 2007)
- Nodame Cantabile (Fuji TV 2006)
- Kudō Shin’ichi e no chōsenjō: Sayonara made no prologue (YTV 2006)
- Iryu (Fuji TV 2006)
- Saiyuuki (Fuji TV 2006)
- Kaze no Haruka (NHK 2005)
- Gekidan Engimono Ie ga Tooi (Fuji TV 2005)
- Division 1 Kareshi Sensei (Fuji TV 2005)
- Anego (NTV 2005) (odc. 10)
- Shukumei (Wowow 2004)
- Pride (Fuji TV 2004)
- Mother and Lover (Fuji TV 2004)
- Fuyuzora ni Tsuki wa Kagayaku (Fuji TV 2004)
- Okusama wa Majo (TBS 2004) (odc. 4)
- Et Alors (TBS 2003)
- Stand Up!! (TBS 2003)
- Ooku 3 (Fuji TV 2003)
- Diamond Girl (Fuji TV 2003)
- Hatachi (Fuji TV 2003)
- Bijo ka Yajuu (Fuji TV 2003)
- Double Score (Fuji TV 2002)
- Kaidan Hyaku Monogatari (Fuji TV 2002) (odc. 6)
- Moshichi no Jikenbo Shin Fushigi Soushi (NHK 2002)
- Long Love Letter (Fuji TV 2002)
- Sayonara, Ozu Sensei (Fuji TV 2001)
- Ashita ga Arusa (NTV 2001) (odc. 9)
- Kabachitare (Fuji TV 2001) (odc. 4)
- R-17 (TV Asahi 2001) (odc. 4)
- Hanamura Daisuke (Fuji TV 2000)
- Tokyo Bakudan (Wowow 2000)
- Wakareru Ninin no Jikenbo (TV Asahi 2000) (odc. 2)
- Shoshimin Keen (Fuji TV 1999)
- Hayate no you ni (NHK 1999)
- Abunai Hokago (TV Asahi 1999)
- Hakusen Nagashi Hatachi no Kaze (Fuji TV 1999)
- P.A. Private Actress (NTV 1998)
- Tabloid (Fuji TV 1998) (odc. 1)
- Bishojo H 2 (Fuji TV 1998)
- Bishojo H (Fuji TV 1998)
- Kindaichi Shonen no Jikenbo 2 SP (NTV 1997)
- Odoru Daisousasen (Fuji TV 1997) (odc. 3)
- Meitantei Hokenshitsu no Obasan (TV Asahi 1997) (odc. 9)

### Filmy
- 1 m Radius of You: Walk with Our Heads Up (2021)
- Underdog (2020)
- Runway (2020)
- Midnight Swan (2020)
- Kigeki Aisai Monogatari (2020)
- Farewell: Comedy of Life Begins with a Lie (2020)
- The Melancholy of the Roupeiro (2018)
- Issa (2017)
- Gosaigyo no Onna (2016)
- Kinkyori Renai (2014)
- Fukubuku no Bukuchan (2014)
- Taiyou no Suwaru Bashiyo (2014)
- Bilocation (2014)
- Return (2013)
- Ogiya no Tanoshii Ryokou: Shinkon * Jigoku-hen (2011)
- Saiyuuki the Movie
- Chameleon (2008)
- I Am (2007)
- Ashita no Kioku (2006)
- Shinku (2005)
- Onaji Tsuki wo Miteiru (2005)
- Mada Mada Abunai Keiji (2005)
- Nagurimono (2005)
- Pray (2005)
- Shinku (2005)
- School Daze (2005)
- is A (2004)
- 69 (2004)
- Pika**nchi Life Is Hard Dakara Happy (2004)
- Schowek 2 (2004)
- Saru (2003)
- Schowek (2003)
- Last Scene (2002)
- Dark Water (2002)
- Go! (2001)
- Hashire! Ichiro (2001)

## Nagrody i nominacje
| Rok  | Ceremonia                    | Kategoria         | Nominowany                       | Rezultat  |
| ---- | ---------------------------- | ----------------- | -------------------------------- | --------- |
| 2020 | Nagrody Filmowe Hochi        | Najlepsza Aktorka | Kigeki Aisai Monogatari          | Wygrana   |
| 2021 | Nagrody filmowe Mainichi     | Najlepsza Aktorka | Kigeki Aisai Monogatari          | Wygrana   |
| 2021 | Nagroda Błękitnej Wstęgi     | Najlepsza Aktorka | Kigeki Aisai Monogatari          | Nominacja |
| 2021 | Festiwal Filmowy w Jokohamie | Najlepsza Aktorka | Kigeki Aisai Monogatari i Runway | Wygrana   |
| 2021 | Kinema Junpo Awards          | Najlepsza Aktorka | Kigeki Aisai Monogatari i Runway | Wygrana   |